# Psychoda malleola
Psychoda malleola är en tvåvingeart som beskrevs av Tokunaga och Komyo 1954. Psychoda malleola ingår i släktet Psychoda och familjen fjärilsmyggor. Inga underarter finns listade i Catalogue of Life.